# アクア (キングダム ハーツ)
アクア（Aqua）は、スクウェア・エニックスのコンピュータゲーム『キングダム ハーツ シリーズ』に登場する架空のキャラクターである。
声優は日本版では豊口めぐみ、北米版ではウィラ・ホランドが務める。

## 概要
『キングダム ハーツ バース バイ スリープ』に登場するマスター・エラクゥスの元で修行する三人の弟子のうちの一人であり、キーブレード使いでもある青髪の少女。初期装備は「レインフォール」というキーブレード。FINAL MIXのある時期から、強制的に「マスターキーパー」を扱うこととなる。
常に凛とした態度と強い正義感を持ち、敵対する者には容赦が無いが、親友であるテラ、ヴェントゥスに対しては優しく見守るなど、女性らしい一面も併せ持つ。強気な性格で、本来は男口調か敬語で話す事が多いが、テラやヴェントゥスなどの親しい人物には女性的な口調で接する。強い光の心を持ち、マスター・ゼアノートやヴァニタスからは、χブレードを完成させる際にヴェントゥスがヴァニタスとの融合が耐えられなかった場合の「予備」とされていた。

## 各シリーズのアクア

### キングダム ハーツ バースバイスリープ
主人公の一人として登場。マスター承認試験をテラとともに受け、それに合格。よって作中では、三人の中で唯一エラクゥスにマスターとして認められた弟子である。試験後、テラとともにゼアノート捜索とアンヴァース討伐の任務に出るが、出発の前にエラクゥスからテラの監視を頼まれ、さらに飛び出したヴェンを連れ戻す任務も請け負うことになる。
異世界を巡って旅を続ける中、テラの行動に不安を覚え、後に再会したテラに自身の心配を打ち明けるが、逆にテラを傷つけてしまう。旅の中で立ち寄ったレイディアントガーデンでは、後にソラとリクの友人となる光のプリンセスのカイリと出会っており、彼女のペンダントに闇から身を守るためのまじないをかけた。なお、この時カイリは偶然にもアクアのキーブレードに触れており、カイリはキーブレードを扱える素質があった為、アクアは偶発的にキーブレード継承の儀式をカイリにしてしまっている。
その後、幾度となく仮面の少年「ヴァニタス」と交戦しつつ、任務を遂行していくが、自分達の道に一抹の不安を感じていた。その中で温かい光に導かれてデスティニーアイランドに着いたアクアはソラとリクに出会う。彼女は二人にキーブレード使いとしての資質を見出すが、リクが既にテラからキーブレードの力を継承していた事を知り、リクとソラの関係に、自分とテラを重ねてしまう。選ばれし者が近づきすぎてはならないと想いを伏せ、ソラにもしリクが道に迷った時には助けてあげるように告げて旅立った。アクアはこの時、テラともうすぐ戦う運命にある事を予想し、不安に思っていた。その途中傷ついたミッキーを救出、その際イェン・シッドからテラがエラクゥスを討ったという話を聞き、真相を確かめるためテラと同じくキーブレード墓場へと向かった。
テラとヴェントゥスと再会して、全てを知ってゼアノート達と交戦するが、ゼアノートに氷漬けにされたヴェントゥスを助けて介抱。その際にブライグと対峙する。テラを侮辱し、挑発するブライグだったがアクアはそれを一蹴、しかしブライグは時間稼ぎを終えて逃亡してしまう。そこへ油断していたところをヴァニタスに切り伏せられ、駆けつけたミッキーに起こされた時には、すでにヴェンがヴァニタスに乗っ取られてしまっていた。ミッキーと共に、ヴェンの心を取り戻すべく交戦するが、力が暴走したχブレードの爆発に巻き込まれて意識を失う。
その後、ミッキーによってヴェンとともに救われるが、ヴェンの意識が消えてしまっていることを見て、彼の安全を確保するため、エラクゥスの教えにより故郷を「忘却の城」へと変貌させる。そして「目覚めの部屋」にヴェンを置き、必ずテラと二人で起こしに来るとヴェンに語りかけ、テラを探すために一人旅立つ。
旅の途中テラを発見するも、ゼアノートに乗っ取られた姿であったため、テラの心を取り戻すために交戦。戦いの後、闇の世界に落ちていったテラの身体を追って闇の世界に飛び込み、気を失ったテラを救出する。しかし自分もテラも闇の世界に取り込まれそうになってしまい、このままでは自分もテラも助からないと悟り、鎧とキーブレードを使ってテラだけを元の世界に導いた。そしてテラが光の世界へと戻っていくのを見届けた彼女は、忘却の城で眠るヴェンにすぐに起こせなくなってしまったことを謝りながら、ひとり闇の世界へと堕ちていった。
『BbS』のラストエピソードのエンディング及びシークレットムービーでは、『BbS』から『KH2』までの10年以上の間、光の世界に戻ることが出来ず、ほとんど年をとることもないまま闇の世界をさまよい続けている姿が描かれた。闇の世界では、ダークサイドの群れに囲まれてしまうが、テラやヴェントゥスのキーブレードの形をした光に救われ、自身の絆はまだつながっていることを悟った。なお、自身のキーブレードはテラと共に元の世界に飛ばしてしまったため、闇の世界ではエラクゥスのキーブレードを使用していた。シークレットムービーでは闇の世界の海岸で賢者アンセムと出会い、光の世界での出来事と旅先で出会ったソラがキーブレードの勇者となったことを知り、涙を流している様子が見られる。

### キングダムハーツII ファイナルミックス
ホロウバスティオンの地下に隠された研究施設の奥にある「眠りの部屋」という墓場にて、かつてゼアノート（テラ）を闇の世界から光の世界に導いたアクアの鎧とキーブレードが安置されている。『BbS』のラストエピソードのエンディングで、記憶を失ったゼアノートが倒れていた場所に鎧とキーブレードもあり、ブライグたちに回収され、賢者アンセムのもとで保管されていた。
「墓場」はかつてゼアノートや他の弟子たちが心の闇の実験を行なっていた場所で、研究の中止を弟子達に言い渡したアンセムがその場所を封印していたが、シグバールによればアンセムを追放したゼムナス（ゼアノート）が真っ先にした事は、「眠りの部屋」を作りその部屋にアクアの鎧とキーブレードを置くことだったという。ゼムナスは頻繁にホロウバスティオンの「眠りの部屋」を訪れており、その中にあるアクアの鎧を「友」と呼んでいる。

### キングダム ハーツ コーテッド
ソラの中にあった「痛みの記憶」の一つとしてテラとヴェントゥスと共に登場。データのソラが「会った事あるような気がする」と言っていた事からテラとアクアとの出会いをかすかに覚えてはいる様子。

### キングダム ハーツ 0.2 バース バイ スリープ -フラグメンタリー パッセージ
主人公として登場。『BbS』から『KH』までの間、闇の世界でどのように過ごしていたかが描かれている。闇の世界では時間の概念がないため歳をとることもなくまた光の世界がどうなっているかも知らずに彷徨っていた。『KH』で心を失った各世界が闇の世界に取り込まれており、それらを探索しながら進んでいくがあまりに孤独な時間を過ごしたことでやや弱気な発言も見られるようになっている。闇に飲まれたエンチャンテッド・ドミニオンでは、テラやヴェンに会いたいという気持ちから2人の意識を呼び寄せ、幻としてながらも束の間の再会を果たす。しかしテラの中に存在するゼアノートの人格が出現し、さらに闇から出てきたダークサイドの腕に捕まれ引きずり込まれてしまう。闇に沈みながら諦めかけるアクアだったが闇の世界のキーブレードを求め探索していたミッキーに救われ、共に行動することになる。この際にミッキーから光の世界で起きていた出来事や、既に10年の歳月が経過している事実を知らされる。やがて闇の世界に飲まれたディスティニーアイランドへ辿り着き、秘密の場所の奥にあった扉の先に闇の世界のキーブレードを見つけ出す。そこは世界の心のキングダムハーツによって出現した扉の裏側であり、扉を閉めに向かうリクを見かける。そこへリクを狙ってデビルズウェーブが出現、それを阻止するがアクアのみがデビルズウェーブによって再びディスティニーアイランドへ引き戻されてしまう。ソラ達が闇の扉を閉めている裏でデビルズウェーブと交戦しつつ、いつ誰が闇の世界に来ても自分が道標となれるよう闇の世界に留まることを決意した。その後は再生していく世界を見届けながら再び闇の世界へと落ちていった。

### キングダムハーツIII
『0.2』でミッキーと別れて以降も闇の世界を彷徨っており、やがて『BbS』のシークレットムービーで描かれた通り賢者アンセムと出会う。そこでミッキー達が来るのを待っていた所、闇の探究者アンセム（ゼアノート）に遭遇。賢者アンセムを守ろうとするものの、アンセムの攻撃により闇の深淵へと落ちてしまう。その後、リクとミッキーがハートレスに囲まれていたところ、心が闇に染まり豹変してしまった「アンチ・アクア」が姿を現す。別人のような冷たさでミッキーに自分を見捨てたことを告げ、彼らを闇に葬ろうとするが、助けに来たソラとの戦いによって闇が浄化され、正気を取り戻し光の世界へと帰還。ソラ達に「おかえり」と告げられて涙を流した。その後、ソラたちと共にヴェントゥスが眠る「忘却の城」へ向かい、封印を解き本来の世界の姿である「旅立ちの地」へ戻す。中で眠るヴェントゥスを発見するが、そこで後をつけていたヴァニタスと対峙する。戦いの末、窮地に追い込まれるもソラの目覚めの力により心が元の体に戻ったヴェントゥスに救われ、再会を喜んだ。その後、ソラ達と共に真XIII機関との最後の戦いに参加し、ハートレス達の猛攻で仲間達共々ハートを奪われるも再びソラによって復活した。ソラとヴェントゥスと協力してテラ＝ゼアノートやヴァニタスとの戦いに勝利するも最後の悪あがきによりテラ＝ゼアノートに窮地に追い込まれる。しかし長い間テラ＝ゼアノートとして操られていた「うしろの人」（テラの心を封じたハートレス）に救われ、肉体を取り戻したテラと再会を果たした。最終決戦では他の守護者達と共に最後まで戦い抜き、テラに宿っていたマスター・エラクゥスの心とも再会を果たす。「重荷を背負わせてすまなかった」という謝罪を受け、マスター・ゼアノートと共に昇天していくその姿を涙ながらに見送った。
戦いの後は旅立ちの地に戻るが、1年後に世界から消え去ったソラを探すためにテラ、ヴェンと共に闇の世界へと旅立つことになる。

### キングダム ハーツ メロディ オブ メモリー
BBSパーティの操作キャラだが、カイリの記憶の中の存在なので現実の当人は登場しない。しかしソラを救い出す情報が揃った事でテラ、ヴェン共々闇の世界の探索から呼び戻される事と、カイリが彼女に師事して修行を積むつもりである事が語られる。

## 能力
『BbS』の三人の主人公の中で、身軽な動きを生かした、華麗な攻撃と卓越した魔法が得意なマジックタイプの戦闘が特徴のキーブレード使い。他の二人に比べると攻撃全般にクセがあり、故に防御力もやや低く慎重な立ち回りが要求され、豊富な魔法による遠距離攻撃などでそういった難点をカバーすることも出来る。
『KH3』でも操作するシーンがあり、魔法やマジックウィッシュを使用できる。

### キーブレード
レインストーム
アクアの代表キーブレードの一つ。アクア専用。
レインフォール
アクアの代表キーブレードの一つで『BbS』のアクアの初期キーブレード。アクア専用。
デスティニープレイス
カイリのキーブレード。『BbS』ではアクアもストーリーを進める事で使用できるようになる。
ブライトクレスト
アクア専用のキーブレードの一つ。ラストエピソードで使用できる。
アルテマウェポン
「テラ (キングダム ハーツ)#アルテマウェポン」を参照。

### 専用コマンドスタイル
マジックウィッシュ
魔法に特化したコマンドスタイル。
『KH3』ではキーブレードの変化・フォームチェンジに近い形でなれる。
ゴーストドライヴ
残像を残し敵を翻弄するコマンドスタイル。

### 専用シュートロックコマンド
バブルブラスト
シャボン玉を発射するシュートロック。
レインボーシャワー
虹色の光の玉を、一斉に発射するシュートロック。
シャイニーブルーム
アクアの最強のシュートロック。バレリーナの如く回転しながら様々な方向に大量の光の弾を発射する。